# Call of Duty: Black Ops II
 је девето издање Call of Duty серијала. Игра је пуштена у продају 13. новембра 2012 године. На игри је радио развојни тим Тријарч, а издавач је Активижн (у Јапану је Сквер Еникс). Кампања наставља тематику из Call of Duty: Black Ops, делом ставивши радњу из периода Хладног рата из 1980-их, делом у 2025. годину.

## Кампања
Уопштено гледано, кампања се састоји из две тематске целине у различитим временским периодима, које су измешане ретроспективно у ходу са причом као подлогом.

#### 80e
Први период представља доба Хладног рата у раздобљу од 1986. до 1989. године. У њему, главну улогу тумачи протагониста из Call of Duty: Black Ops-а, Алекс Мејсон (енгл. Alex Mason), који одлучује да се из пензије врати на војни позив, пре свега да би пронашао и помогао старог партнера и пријатеља Френка Вудса (енгл. Frank Woods), који је успео преживети окршај у Вијетнаму 60-их. Сазнавши да је заточен у Анголи, укључује се у тамошњи грађански рат, помагавши страну која му је обећала његов проналазак. Убрзо тако и бива, Мејсон проналази Вудса у контејнеру пуним лешева, но га ипак затиче живог. У акцији спашавања учествује и други „повратни” агент Централне обавештајне агенције Џејсон Хадсон (енгл. Jason Hudson), испитивач Мејсона из првог дела. Брзо ће сазнати да су у земљи бораве и кубански војници, који као корумпирани раде за нарко-бос лидера из Никарагве Раула Менендеза (шп. Raul Menendez), који је уједно и главни антагониста приче. Испада да он показује огорченост према америчкој нацији, због убиства скоро целокупне његове породице. Тим је у том тренутку приморан на повлачење због недостатка војног кадра који би покушао ухватити и ухапсити Менендеза. Следи операција у Авганистану, у јеку Совјетско-авганистанског рата, где Мејсон и Вудс стају на страну антисовјетских бораца са Мулом Рахманом (арап. الملا الرحمن) на челу. Уз њих сарађује још и Кинез Тиан Чао (кин: 赵天), који има за циљ да сузбије тамошњи совјетски утицај. У току мисије, Мејсон при уништавању совјетског тенка, сусреће Лева Кравченка (рус. Лев Кравченко), некадашњег команданта антагонисте првог дела Никите Драговича, где опет настаје збрка цифрама, које су мучиле Мејсона и наводиле на убиство антагониста првог дела. Кравченко бива заробљен и испитиван од стране Вудса да би потом био убијен или од Мејсона или Вудса, сходно избору играча, након откривања његове сарадње са Менендезом. У истом моменту ступа издаја Рахмана који ословљава Американце као „вечите” противнике (наиме, уколико се играч боље упути у ток игре, већ при првој мисији при хватању Менендеза може чути његов разговор са Рахманом). Његови људи шаљу заробљенике дубоко унутар пустиње, где се у бунилу Мејсону још једном привиђа Виктор Резнов. Радња се исте 1986. пребаца у Панаму, где је обавештајна служба у сарадњи са диктатором Панаме Мануелом Норијегом (шп. Manuel Noriega) (иначе реалним ликом), имала план за хватање Менендеза, који је ту боравио са сестром и неколицином војника. Норијега стиже до Менендеза пре Американаца, где његови војници муче његову сестру али и не одводе њега у америчке руке, већ Норијеги, који жртвује сопствене војнике и нуди да спаси Менендеза, што овај прво одбија, већ одлучно жури натраг не би ли спасао сестру. У тренутку када стиже на место, Вудс баца ручну бомбу и убија Менендезову сестру, док овај нестаје, да би касније била лажирана његова смрт под наводом да се налази у врећи. Поверење Норијеге је постало сумњиво због чега се тим враћа у Панаму три године касније, где је првобитни циљ био ухватити Норијегу. Међутим, у том тренутку надлежност јавља да је главна мета заправо Менендез, који је преживео напад, при чему се Вудс и Мејсон растављају уз Норијегу као таоца. Ту ситуацију користи Норијега, који наређује војницима да ухвате Мејсона и да га као мету за елимисање ставе место Менендеза, тако да сам Вудс почини убиство. Овде играч опет има право да бира да ли да упуца Мејсона у главу или само рани жртву, то јесте да ли да остави Мејсона у живот или не. Пошавши на место злочина, Вудс уочава да је упуцао Мејсона, док Менендез са леђа рањава Вудса, направивши га инвалидом. У кратком филму који следи, приказан је Менендез који за таоце држи Вудса, Хадсона, Мејсоновог седмогодишњег сина Дејвида (енгл. David Mason) и рањеног/убијеног Алекса Мејсона, при чему на захтев Менендеза да један мора поднети жртву у корист других, то чини Хадсон.

#### 2025.
Радња се пребаца 36. година унапред, време у ком долази до знатних заоштравања односа између две супер светске силе САД и Кине због кинеског неиспоручивања ретких Земљиних елемената САД, које су опет неопходне за изградњу модерне армије, попут невидљивих војничких одела, аутоматизоване летеће машинерије и оклопних возила. Разлог неслоге заправо јесте Менендез, који као вођа масовног политичког покрета Cordis Die (лат. Дан срца), сајбер нападом разара кинески безбедносни државни систем, чиме прекида њихову испоруку. Ово доводи до новог Хладног рата, који прети глобалном катастрофом. Са друге стране, Френк Вудс се враћа као наратор одвијања акције, у колицима и остарео, препричававши догађаје из 80-их и при том дававши корисне савете сада већ искусном ветерану Давиду Мејсону, који командује својом јединицом уз партнерство Мајка Харпера (енгл. Mike Harper) и помоћ Салазара (шп. Salazar), војника пореклом из Никарагве. Има мисију да пронађе и ухвати Менендеза. Тим се прво упућује у Мјанмар, где проналазе америчког агента који је радио за Менендеза, који их води до Целеријума (лат. Celerium - брз), квантног драјва који може хаковати било коју врсту рачунара. Касније, пратњом Менендеза кроз Пакистан, тим открива Менендезов план елиминације „Карме” на Кајманским острвима. Испоставља се да је Карма заправо девојка Клој Линч (енгл. Chloe Lynch), која је радила пре на Менендезовом пројекту „Тацит” (лат. Tacitus). Карма бива киднапована од стране ДеФалка (енгл. DeFalco), десне руке Менендезових операција, али на крају бива устрељен од стране Дејвида Мејсона, у моментима пре него што је овај успео побећи. Акција се премешта у Јемен, где је поново лоциран Менендез. У овој мисији играч заправо контролише карактера по имену Фарид (арап. فريد), који ради за Менендеза као члан ЦИА—е. Менендез сумња у његово неверство и након обарања авиона у ком се налазио Мајк Харпер, искушава Фарида, понудивши му пиштољ да убије Харпера и тиме покаже своју лојалност, где играч опет има право да или убије Харпера или Менендеза. Уколико Фарид убије Харпера, доказује послушност и добија разумевање од америчке војске као невини агент, а уколико одлучи упуцати Менендеза, овај реагује пре и убија Фарида и нокаутира Харпера, који на на крају остаје жив. Америчка војска по први пут проналази и хапси Менендеза и одводе га на војни брод „Обама”, где врше испитивања. На крају, то испада клопка, јер Менендез користи своје везе унутар саме ЦИА—е и успева да побегне при том заробивши адмирала америчке војске Томаса Бригса (енгл. Thomas Briggs) уз издају Салазара, који је ипак радио са Менендезом. На наговор Салазара, Менендез може ранити или убити адмирала Бригса, сходно избору играча. Менендез на крају бежи док се Салазар предаје америчкој војсци и бива убијен од Харпера, у случају да овај преживи. Задње одредиште игре је Лос Анђелес, дана 19. јуна, где Менендез одлучује задати америчкој војсци финални ударац. Успева уништити централу војске контролишући америчке војне сателите. Међутим на крају бива ухваћен од самог Дејвида који има опцију да убије или остави Менендеза живог, сходно избору играча. Кампања може имати различите завршетке, у зависности од избора делова приче од самог почетка.

## Новитети
По први пут, играч има могућност да сам одлучује о деловима кампање, тј. да одлучи како ће се одвијати делови приче. Новитет су тзв. Нападно-агресивне мисије (енгл. Strike Force missions), које играч може вршити током стандарне кампање. Оне се редом откључавају уколико играч пређе једну, а притом да не настави одмах кампању. Популарни Зомби мод, у овом делу се осамостаљује као посебна кампања. С друге стране, и даље ће постојати Ко-оп мод, али овога пута у тиму могу бити чак 8 играча, за разлику од World at War-a и Black Ops-а, где су била доступна само 4 играча.